# Acidobazická rovnováha
Acidobazická rovnováha (ABR) je dynamická rovnováha kyselin a zásad uvnitř organizmu, tj. stálý poměr mezi jejich tvorbou a odbouráváním, respektive vylučováním. Je nezbytná pro udržení stabilního prostředí pro funkci enzymů (homeostázy). Normální hodnota kyselosti - pH extracelulární (mimobuněčné) tekutiny je 7,36-7,44. V klidovém stavu dochází k větší produkci kyselých látek, které jsou ovšem neutralizovány systémem pufrů a vylučovány z těla pryč. Pufry upravují výkyvy pH jen do výše své pufrovací kapacity. Pokud je tato kapacita vyčerpána, pak dochází k poměrně rychlým změnám pH. V krvi se jako pufry uplatňují erytrocytární a plazmatický hydrogenuhličitanový systém (HCO3–), z nehydrogenuhličitanových systémů pak hemoglobin/oxyhemoglobin, anorganické a organické fosfáty a bílkoviny plazmy. Hydrogenuhličitanový pufr je otevřený systém. Jeho složky jsou neustále ovlivňovány dýcháním a produkcí moči. ABR je tedy neustále udržována funkcí plic (odvětrávání oxidu uhličitého) a ledvin (produkce kyselé, zřídka zásadité moči).
Porucha acidobazické rovnováhy ve prospěch kyselin vede k acidóze (snížení pH - přesněji acidemii), porucha ve prospěch zásaditých látek k alkalóze (zvýšení pH - přesněji alkalemii) . Slučitelné se životem jsou hodnoty pH krve v rozmezí přibližně 6,8-7.8.(zdroj?)

## Klinické poruchy ABR
Rozlišujeme primární poruchy a kompenzační reakci, která vyvažuje pH změnou složek hydrogenuhličitanového pufru. 

### Respirační alkalóza a acidóza
Je navozena poruchami ve výměně krevních plynů dýchacím systémem. Respirační porucha je v daném čase vždy jen jedna (aktuální hladina pCO2 je vyšší nebo nižší než norma).
Různé příčiny, které vedou ke snížení ventilace v plicních sklípcích (alveolech), způsobí nahromadění oxidu uhličitého (CO2) v organizmu a tím dojde k poklesu extracelulárního (mimobuněčného) pH na kyselou stranu. Výsledkem je respirační acidóza. Opačný děj, kdy se zvýší alveolární ventilace, vede k respirační alkalóze.

#### Příčiny
K respirační acidóze vedou mimo jiné:
- Poškození dechových center v prodloužené míše.
- Obstrukce dýchacích cest.
- Pneumonie
- Pokles plochy pro výměnu krevních plynů (O2 a CO2) v plicních sklípcích.

Tělo nemůže ve větší míře kompenzačně snížit odvětrávání oxidu uhličitého (při hypoventilaci začne chybět životně důležitý kyslík). Naproti tomu respirační alkalóza je často reakcí na přebytek "metabolických" kyselin. Nastává při nadměrné ventilaci, kdy se snižuje koncentrace CO2 v krvi.  
Primárně vzniká například při psychickém vzrušení,  při nižší koncentraci O2 ve vdechovaném vzduchu, která vede k hyperventilaci – ve vysoké nadmořské výšce).
Jako  kompenzační reakce dýchání vznika hyperventilace (respirační alkalóza) při mnoha metabolických poruchách 

#### Kompenzace respiračních poruch
Respirační výkyvy ABR jsou kompenzovány ledvinnými mechanismy.
U respirační acidózy se rozvine v rozmezí 1-6 dnů zvýšené vylučování protonů (H+) v renálních kanálcích, ke zpětné absorpci hydrogenuhličitanu (HCO3−) a k návratu pH skoro do normálního stavu. K opačným dějům dojde při respirační alkalóze, tj. omezí se vylučování protonů a sníží zadržování hydrogenuhličitanových iontů.
Na regulaci dýchání, tak aby byla udržována ABR, se podílejí stimulačním účinkem nevázané, nepufrované protony mozkomíšního moku, které aktivují dechová centra prodloužené míchy.

### Metabolická acidóza a alkalóza
O metabolické acidóze či alkalóze hovoříme vždy, když dochází ke změnám extracelulárního pH, z příčin jiných, než je nahromadění či nedostatek oxidu uhličitého v tělesných tekutinách.

#### Příčiny
U metabolické acidózy jsou mimo jiné příčinami:
- Neschopnost vyloučení protonů ledvinami, které vznikají v organizmu.
- Zvýšení metabolické aktivity.
- Nitrožilní aplikace kyselin.
- Vyšší ztráta alkálií z organizmu. Nejčastější příčinou jsou těžké průjmy, které provází masivní ztráta hydrogenuhličitanových iontů.
- Hluboké a dlouhé zvracení, pokud je provázeno zvracením obsahu v nižší části trávicího traktu než je žaludek.
- Urémie, kdy ledviny nejsou schopné vyloučit toxické produkty a tedy i protony.
- Cukrovka (diabetes mellitus), kdy u dekompenzovaného pacienta kyselé ketolátky mohou navodit až acidotické kóma.

Metabolická alkalóza je ve srovnání s acidózou vzácná.
Občas jí lze navodit:
- aplikací diuretik, které vedou ke zvýšené glomerulární filtraci, tekutina v ledvinných kanálcích je koncentrovanější s větším obsahem sodíku. Ten je potom více vyměňován s protony, které odchází ve vyšší míře z těla v moči a tím se rozvíjí alkalóza.
- vyšším požitím alkalických látek jako např. jedlé sody při léčbě peptického vředu.
- zvracení jen žaludečního obsahu znamená vylučování kyseliny chlorovodíkové
- hypersekrece aldosteronu – mechanismus vzniku je analogický jako u podání diuretik. Aldosteron zvyšuje reabsorpci sodíku v kanálkové tekutině.

#### Kompenzace metabolických poruch
Metabolické alkalóza a acidóza jsou kompenzovány dýchacím systémem. Tato kompenzace je velmi pohotová, rozvine se během několika minut, není dlouhodobě účinná jako kompenzace renální. Jejím hlavním omezením je vzrůstající námaha dýchacích svalů.

## Následky poruch ABR
jsou především výsledkem samotné chorobného procesu, který způsobil vzniklou poruchu (diabetes, intoxikace). Nelze léčit příznaky. Obecným následkem  acidózy je například deprese CNS,  alkalózy – hyperexcitace nervového systému až křeče.